# Paul Robeson: Tribute to an Artist
Paul Robeson: Tribute to an Artist é um filme-documentário em curta-metragem estadunidense de 1979 dirigido e escrito por Saul J. Turell. Venceu o Oscar de melhor documentário de curta-metragem na edição de 1980.